# Ecot-la-Combe
Ecot-la-Combe est une commune française située dans le département de la Haute-Marne, en région Grand Est.

## Géographie

### Localisation
Ecot-la-Combe est située à 30 km au nord-est de Chaumont, préfecture de la Haute-Marne.

### Communes limitrophes

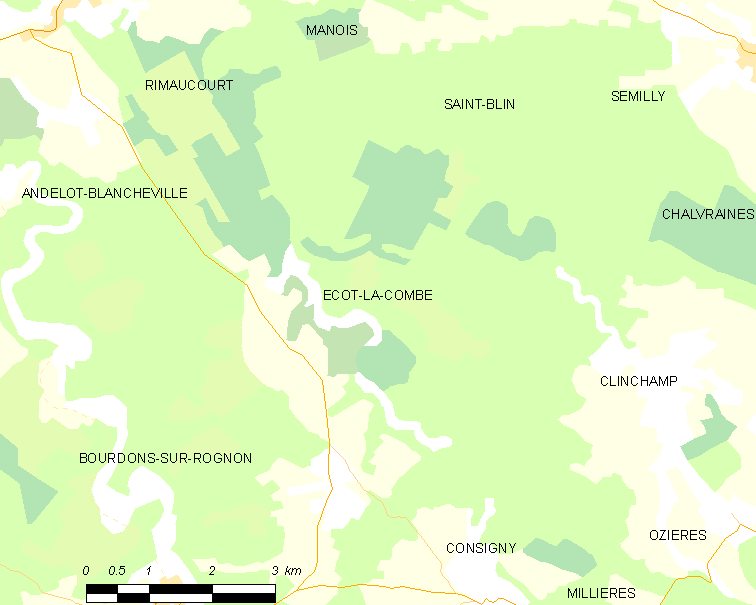
Carte de la commune d'Ecot-le-Combe et des proches communes.

| Rimaucourt           | Manois Saint-Blin |           |
| Andelot-Blancheville | Ecot-la-Combe     | Clinchamp |
| Bourdons-sur-Rognon  |                   | Consigny  |

### Hydrographie
La commune est dans la région hydrographique « la Seine de sa source au confluent de l'Oise (exclu) » au sein du bassin Seine-Normandie. Elle est drainée par la Sueurre, le Fossé 01 du Coteau de la Combe Tréfeu et le ruisseau de la Bosse,.
La Sueurre, d'une longueur de 29 km, prend sa source dans la commune de Longchamp et se jette  dans le Rognon à Vignes-la-Côte, après avoir traversé huit communes. 

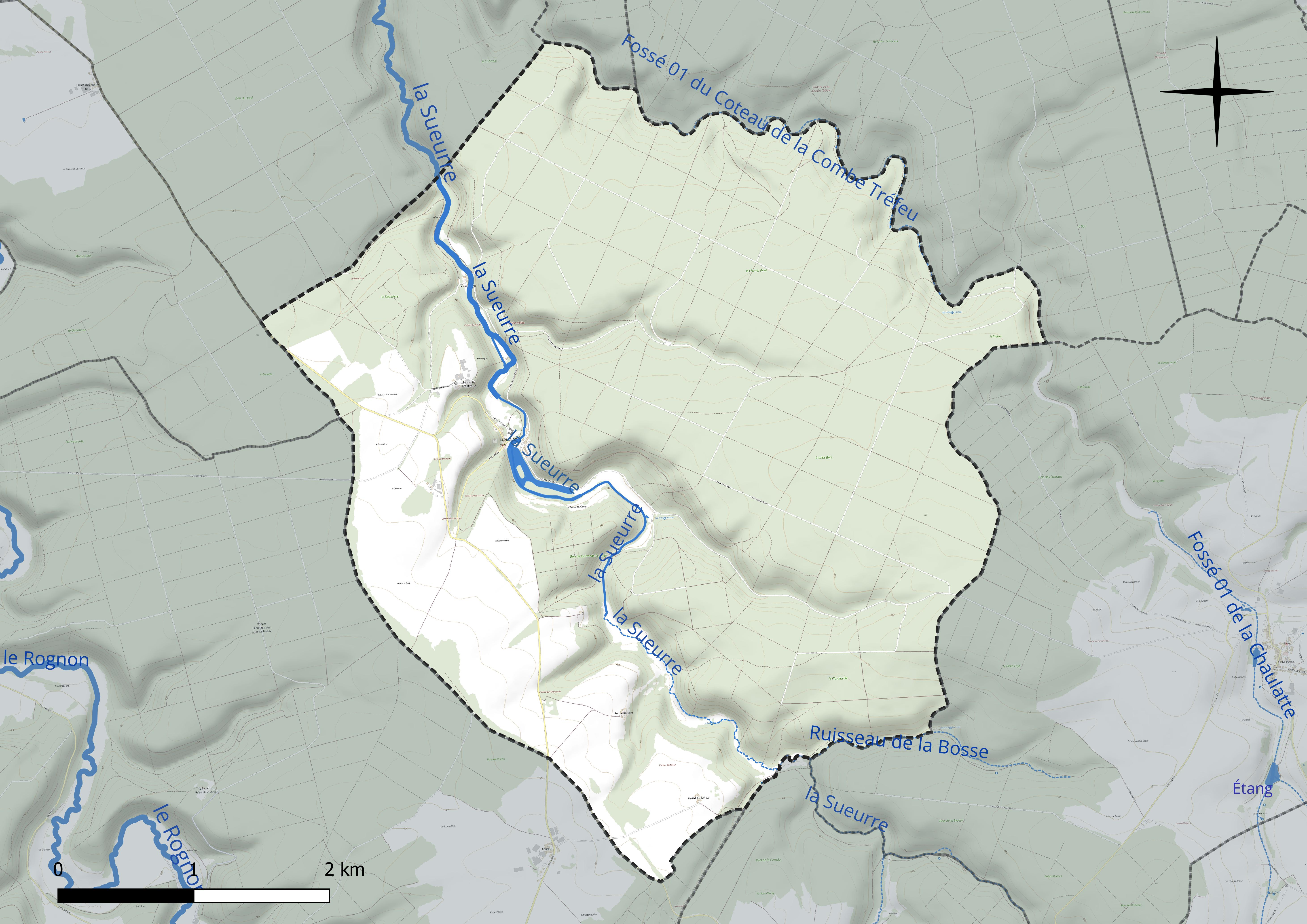
Réseau hydrographique d'Ecot-la-Combe.

### Climat
Pour des articles plus généraux, voir Climat du Grand Est et Climat de la Haute-Marne.
En 2010, le climat de la commune est de type climat de montagne, selon une étude du Centre national de la recherche scientifique s'appuyant sur une série de données couvrant la période 1971-2000. En 2020, Météo-France publie une typologie des climats de la France métropolitaine dans laquelle la commune est exposée à un climat océanique altéré et est dans la région climatique  Lorraine, plateau de Langres, Morvan, caractérisée par un hiver rude (1,5 °C), des vents modérés et des brouillards fréquents en automne et hiver. 
Pour la période 1971-2000, la température annuelle moyenne est de 9,5 °C, avec une amplitude thermique annuelle de 16,5 °C. Le cumul annuel moyen de précipitations est de 976 mm, avec 13,4 jours de précipitations en janvier et 9,1 jours en juillet. Pour la période 1991-2020, la température moyenne annuelle observée sur la station météorologique de Météo-France la plus proche, « Bourdons_sapc », sur la commune de Bourdons-sur-Rognon à 5 km à vol d'oiseau, est de 10,0 °C et le cumul annuel moyen de précipitations est de 1 011,1 mm. 
La température maximale relevée sur cette station est de 40,1 °C, atteinte le 25 juillet 2019 ; la température minimale est de −22,1 °C, atteinte le 20 décembre 2009,,. 
Les paramètres climatiques de la commune ont été estimés pour le milieu du siècle (2041-2070) selon différents scénarios d'émission de gaz à effet de serre à partir des nouvelles projections climatiques de référence DRIAS-2020. Ils sont consultables sur un site dédié publié par Météo-France en novembre 2022.

## Urbanisme

### Typologie
Au 1er janvier 2024, Ecot-la-Combe est catégorisée commune rurale à habitat très dispersé, selon la nouvelle grille communale de densité à sept niveaux définie par l'Insee en 2022.
Elle est située hors unité urbaine et hors attraction des villes,.

### Occupation des sols
L'occupation des sols de la commune, telle qu'elle ressort de la base de données européenne d’occupation biophysique des sols Corine Land Cover (CLC), est marquée par l'importance des forêts et milieux semi-naturels (79 % en 2018), une proportion identique à celle de 1990 (79 %). La répartition détaillée en 2018 est la suivante : 
forêts (73,9 %), terres arables (16,6 %), milieux à végétation arbustive et/ou herbacée (5,1 %), prairies (4,4 %). L'évolution de l’occupation des sols de la commune et de ses infrastructures peut être observée sur les différentes représentations cartographiques du territoire : la carte de Cassini (XVIIIe siècle), la carte d'état-major (1820-1866) et les cartes ou photos aériennes de l'IGN pour la période actuelle (1950 à aujourd'hui).

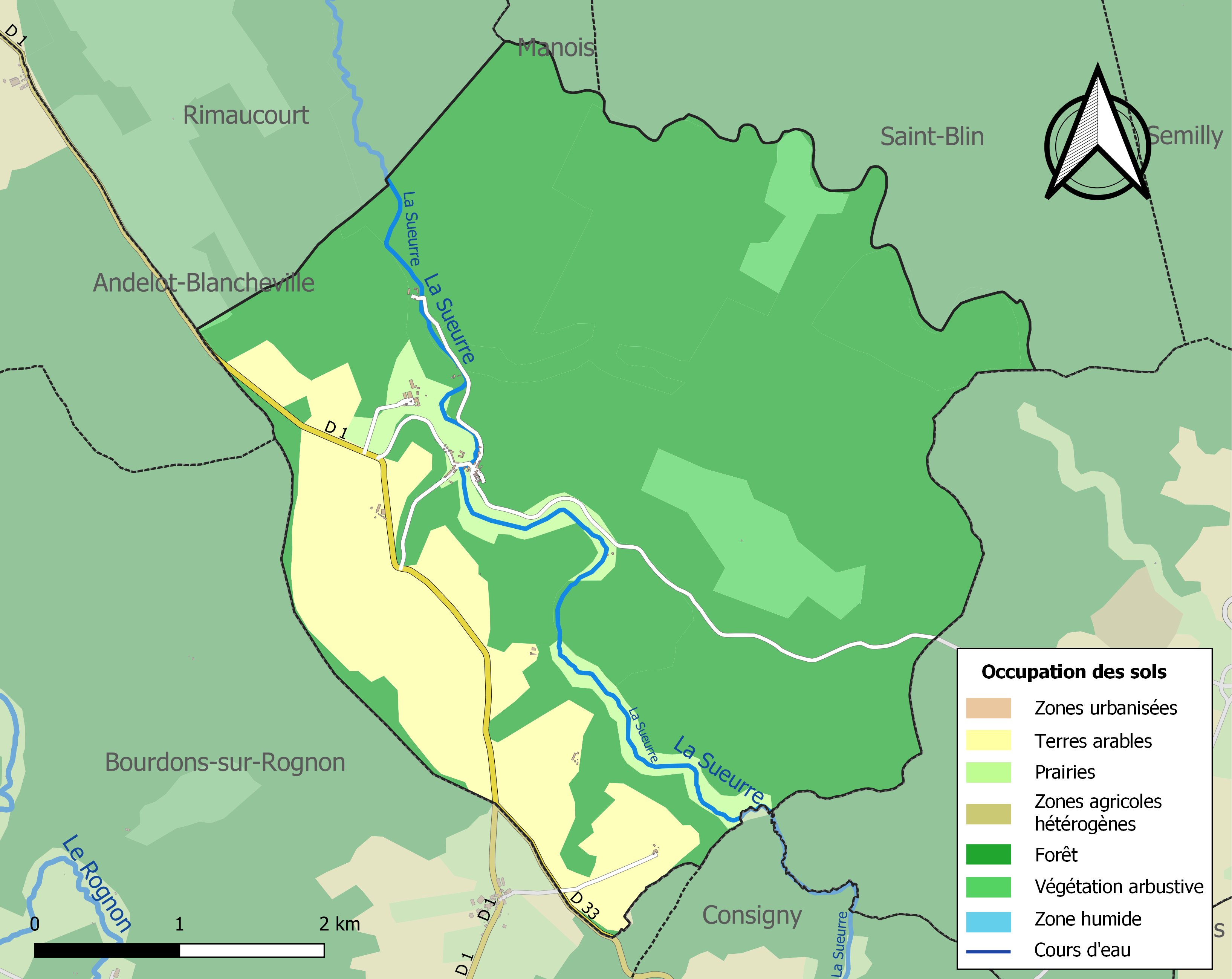
Carte des infrastructures et de l'occupation des sols de la commune en 2018 (CLC).

## Toponymie
Le nom de la localité est attesté sous les formes Escot (1127) ; Escoth (1160) ; Escoz (vers 1172) ; « Haymo, miles, dominus de Scotis » (1199) ; Eschos (1248) ; Escoiz (1278) ; Aquoz (1343) ; Escos (1436) ; Escox (1443) ; Écot (1732) ; Escosts (1770) ; Escots (1773) ; Ecot (1793) ; Ecot-la-Combe (1924).
De l'oil escot « tronc d'arbre, rameau dont on a élagué imparfaitement les menues branches », « petit bois », mais, cette thèse est toutefois fortement controversée. En effet, l’origine du nom du village, admise actuellement, proviendrait d'une appellation liée à une racine hydronymique *esca, issu des mots celtes esc et escotum qui signifient « eau » ou « lieu abondant en eau ».  
- Combe : « vallée, replat d'une vallée ».

## Histoire
La voie Andemantunnum à Nasium passait dans le bois de la Crète, la levée de terre est encore visible, elle portait le nom local Voie aux bœufs.
Le premier seigneur d'Ecot qui nous soit connu, du nom de Girard vivait en 1090. Le seigneur d'Ecot rendait foi et hommage à celui de Reynel.
L'un de ses descendants, le chevalier Hugues d'Ecot, mourut dans la septième croisade sous Saint Louis, en la bataille de Mansoure. « Là », écrit le sire de Joinville dans ses mémoires, « fut blessé messire Hugues d'Ecot de trois coups de lance au visage ». (Jean de Joinville, Vie de Saint-Louis).
Le château ou maison forte d'Ecot fut démoli au XIVe siècle pendant les guerres, époque à laquelle s'éteignit la première branche des seigneurs. Dans les siècles suivants, le domaine fut érigé en baronnie au XVe, puis en marquisat au XVIe siècle. Le dernier seigneur d'Ecot fut Charles-Camille de Capizuchi, marquis de Bologne (1717-guillotiné en janvier 1794) (cf. l'œuvre du marquis de Foudras qui retrace sa vie de grand chasseur).
En 1750, selon l'abbé Roussel, on comptait à Ecot 56 feux et 182 communiants, presque tous bûcherons.
L'industrie métallurgique est citée à Ecot depuis 1586. le village doit en partie sa configuration actuelle aux Michel, maître des forges de père en fils de 1768 à 1839. Ils comptaient parmi les dix sidérurgistes les plus riches de France sous l'Empire.
En 1847 le châtelain du lieu était le comte Louis François de Beurges.
Des trois usines d'Ecot la Combe, sortaient annuellement au XIXe siècle 500 tonnes de fonte, consommant pour cela 1 270 tonnes de charbon de bois dont la matière première venait des forêts environnantes.

## Politique et administration

### Liste des maires
| Période                                  | Période  | Identité          | Étiquette | Qualité |
| ---------------------------------------- | -------- | ----------------- | --------- | ------- |
| Les données manquantes sont à compléter. |          |                   |           |         |
| 1977                                     | 1983     | Geneviève Buré    |           |         |
| 1983                                     | 2001     | Guy Marié         |           |         |
| 2001                                     | 2020     | Marie-Agnès Marié |           |         |
| mai 2020                                 | En cours | Édouard Marié     |           |         |

## Population et société

### Démographie
L'évolution du nombre d'habitants est connue à travers les recensements de la population effectués dans la commune depuis 1793. Pour les communes de moins de 10 000 habitants, une enquête de recensement portant sur toute la population est réalisée tous les cinq ans, les populations de référence des années intermédiaires étant quant à elles estimées par interpolation ou extrapolation. Pour la commune, le premier recensement exhaustif entrant dans le cadre du nouveau dispositif a été réalisé en 2008.

En 2022, la commune comptait 39 habitants, en évolution de +8,33 % par rapport à 2016 (Haute-Marne : −4,62 %, France hors Mayotte : +2,11 %).
| 1793 | 1800 | 1806 | 1821 | 1831 | 1836 | 1841 | 1846 | 1851 |
| ---- | ---- | ---- | ---- | ---- | ---- | ---- | ---- | ---- |
| 208  | 269  | 275  | 275  | 288  | 273  | 229  | 180  | 213  |

| 1856 | 1861 | 1866 | 1872 | 1876 | 1881 | 1886 | 1891 | 1896 |
| ---- | ---- | ---- | ---- | ---- | ---- | ---- | ---- | ---- |
| 178  | 165  | 179  | 176  | 196  | 197  | 187  | 158  | 135  |

| 1901 | 1906 | 1911 | 1921 | 1926 | 1931 | 1936 | 1946 | 1954 |
| ---- | ---- | ---- | ---- | ---- | ---- | ---- | ---- | ---- |
| 155  | 121  | 106  | 82   | 120  | 63   | 29   | 75   | 75   |

| 1962 | 1968 | 1975 | 1982 | 1990 | 1999 | 2006 | 2008 | 2013 |
| ---- | ---- | ---- | ---- | ---- | ---- | ---- | ---- | ---- |
| 117  | 58   | 38   | 32   | 26   | 25   | 40   | 44   | 39   |

| 2018 | 2022 | - | - | - | - | - | - | - |
| ---- | ---- | - | - | - | - | - | - | - |
| 38   | 39   | - | - | - | - | - | - | - |

## Culture locale et patrimoine

### Lieux et monuments
- Château d'Ecot-la-Combe,  Inscrit MH (1994)[22].
- Porterie du Château d'Ecot-la-Combe,  Inscrit MH (1994, partiellement)[22].
- L'église actuelle, perchée sur son rocher, est dédiée à la nativité de la Vierge. Elle fut bâtie par Louis François de Beurges, châtelain du lieu, en 1847.
- Plan d'eau artificiel, face au château, qui s'étire entre les arbres laissant apercevoir une fabrique de jardin entourée de verdure.

Porterie du château.
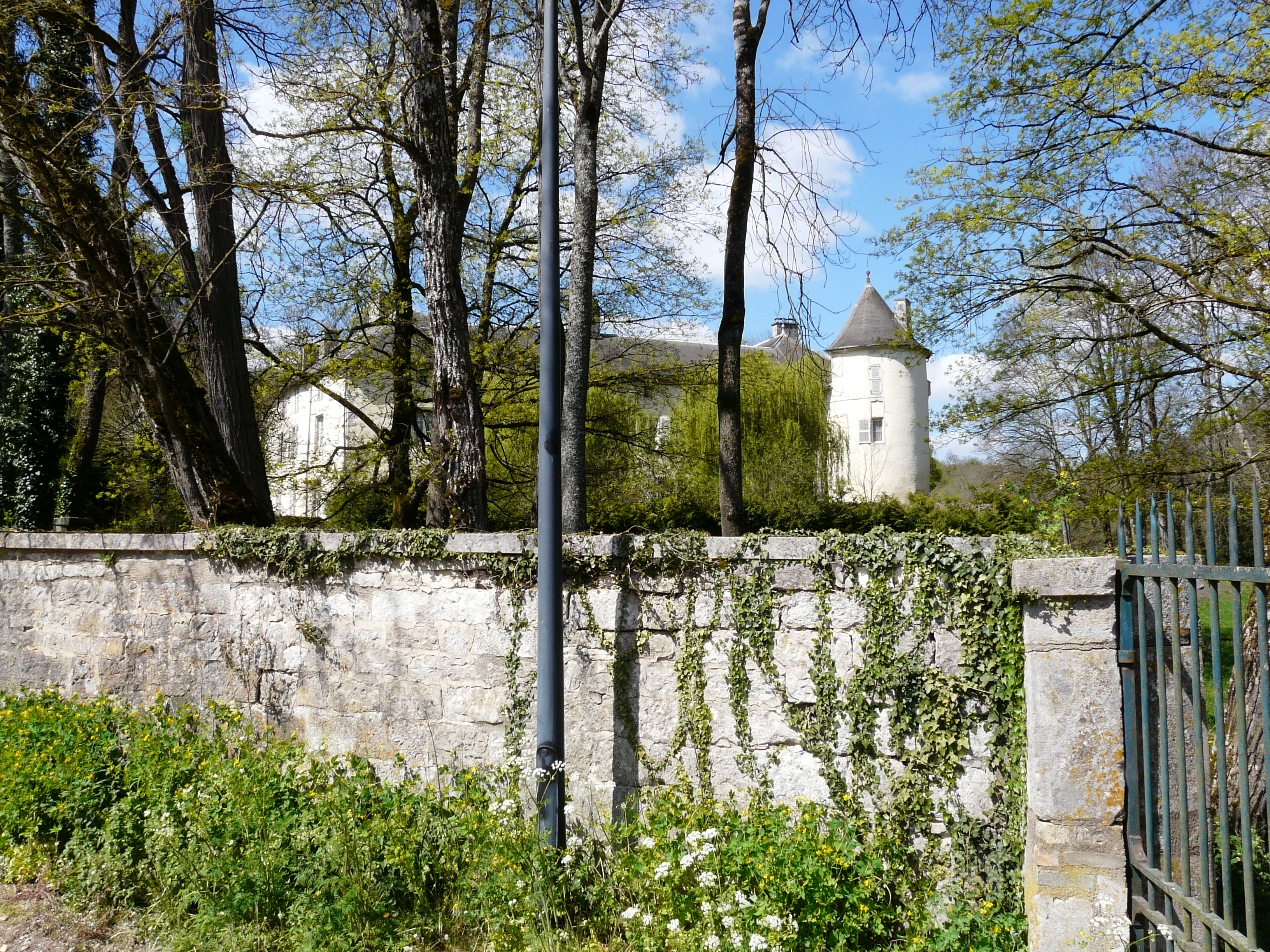
Château vue du domaine public.
Fabrique sur l'île du plan d'eau.
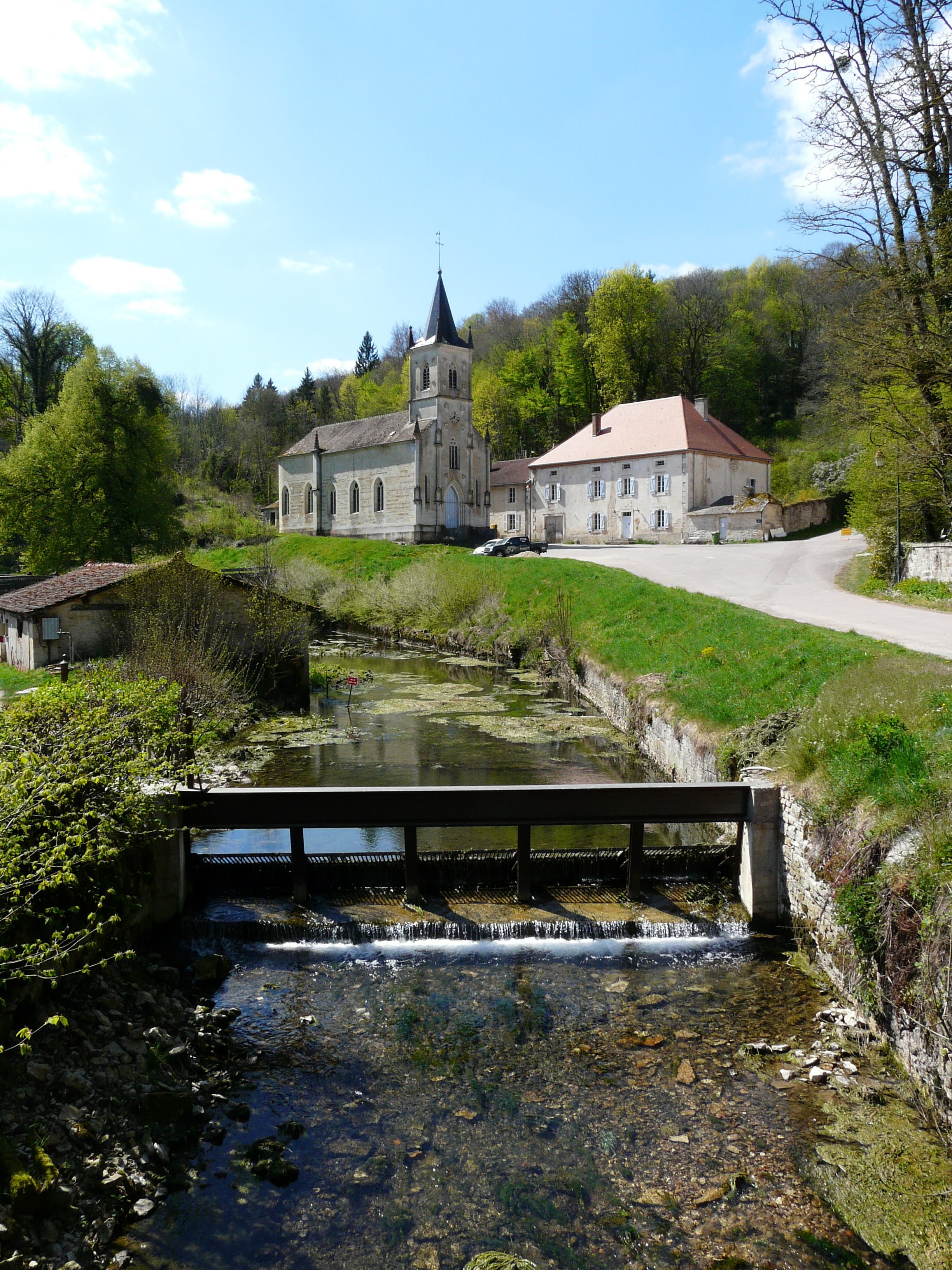
Digue du plan d'eau.
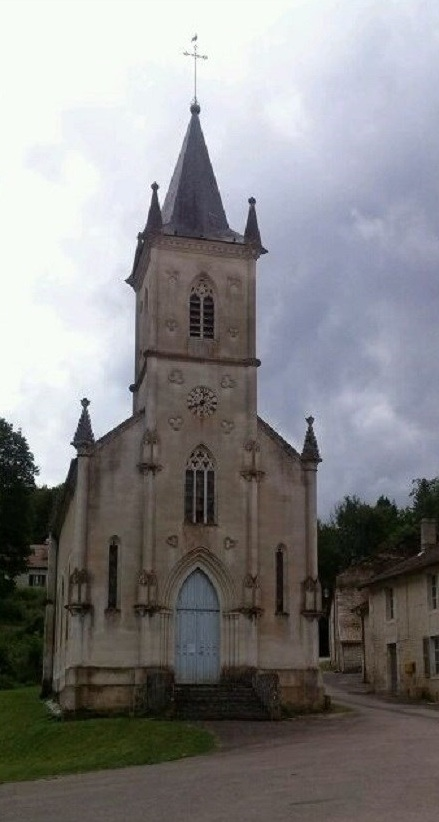
l'église

### Personnalités liées à la commune
- Michel Serrault y est venu lors du tournage du film "Les Enfants du pays" de Pierre Javaux sorti en 2006.[réf. nécessaire]

### Héraldique
| Armes de Ecot-la-Combe | Les armes de Ecot-la-Combe se blasonnent ainsi : D'argent à un écot de sable posé en pal, au chef de sinople. |